# لوفورد ديفيدسون
لوفورد ديفيدسون (بالإنجليزية: Lawford Davidson)‏ هو ممثل بريطاني (وحمل سابقاً جنسية المملكة المتحدة لبريطانيا العظمى وأيرلندا)، ولد في 1890 بلندن في المملكة المتحدة، وتوفي في 1964.

## وصلات خارجية
- لوفورد ديفيدسون على موقع IMDb (الإنجليزية)
- لوفورد ديفيدسون على موقع قاعدة بيانات الفيلم (الإنجليزية)